# Denise Karbon
Denise Karbon (ur. 16 sierpnia 1980 w Bressanone) – włoska narciarka alpejska, dwukrotna medalistka mistrzostw świata, mistrzyni świata juniorek oraz zdobywczyni Małej Kryształowej Kuli Pucharu Świata.

## Kariera
Po raz pierwszy na arenie międzynarodowej pojawiła się 10 grudnia 1995 roku w Piancavallo, gdzie w zawodach FIS Race nie ukończyła slalomu. W 1998 roku wystartowała na mistrzostwach świata juniorów w Megève, gdzie zajęła dziewiąte miejsce w gigancie. Na rozgrywanych rok później mistrzostwach świata juniorów w Pra Loup zwyciężyła w gigancie. Ponadto podczas mistrzostw świata juniorów w Quebecu w 2000 roku była czwarta w slalomie.
W zawodach Pucharu Świata zadebiutowała 6 stycznia 1998 roku w Bormio, gdzie nie ukończyła giganta. Pierwsze pucharowe punkty wywalczyła 4 grudnia 1999 roku w Serre Chevalier, zajmując szesnastej miejsce w tej samej konkurencji. Na podium zawodów PŚ po raz pierwszy stanęła 28 grudnia 2002 roku w Semmering, zajmując trzecie miejsce w gigancie. W zawodach tych wyprzedziły ją jedynie jej rodaczka, Karen Putzer i Janica Kostelić z Chorwacji. Łącznie szesnaście razy stawała na podium, odnosząc sześć zwycięstw: 13 grudnia 2003 roku w Alta Badia, 27 października 2007 roku w Sölden, 24 listopada 2007 roku w Panoramie, 28 grudnia 2007 roku w Lienzu, 5 stycznia 2008 roku w Szpindlerowym Młynie i 26 stycznia 2008 roku w Ofterschwang była najlepsza w gigantach. Najlepsze wyniki osiągnęła w sezonie 2007/2008, kiedy to w klasyfikacji generalnej zajęła dziesiąte miejsce, a w klasyfikacji slalomu wywalczyła Małą Kryształową Kulę. Ponadto w sezonie 2003/2004 była druga w klasyfikacji slalomu.
Na mistrzostwach świata w Sankt Moritz w 2003 roku wywalczyła srebrny medal w gigancie. Uplasowała się tam między Szwedką Anją Pärson a Allison Forsyth z Kanady. Na rozgrywanych cztery lata później mistrzostwach świata w Åre zajęła trzecie miejsce w tej samej konkurencji. Szybsze były tam tylko Austriaczka Nicole Hosp i Maria Pietilä-Holmner ze Szwecji. Ponadto była czwarta w gigancie i slalomie podczas mistrzostw świata w Val d’Isère w 2009 roku. Czwarte miejsce w gigancie zajęła również na mistrzostwach świata w Garmisch-Partenkirchen w 2011 roku. W 2002 roku wystąpiła na igrzyskach olimpijskich w Salt Lake City, gdzie nie ukończyła slalomu, a w gigancie była czternasta. Na rozgrywanych w 2010 roku igrzyskach w Vancouver zajęła odpowiednio 23. i 18. miejsce. Ponadto startowała w gigancie podczas igrzysk w Turynie w 2006 roku i igrzysk w Soczi osiem lat później, jednak w obu przypadkach nie kończyła rywalizacji.
Karierę sportową zakończyła podczas finałów Pucharu Świata 2013/2014 w Lenzerheide.

## Osiągnięcia

### Igrzyska olimpijskie
| Miejsce | Dzień     | Rok  | Miejscowość    | Konkurencja | Czas biegu | Strata | Zwycięzca           |
| ------- | --------- | ---- | -------------- | ----------- | ---------- | ------ | ------------------- |
| DNF1    | 20 lutego | 2002 | Salt Lake City | Slalom      | 1:46,10    | -      | Janica Kostelić     |
| 14.     | 22 lutego | 2002 | Salt Lake City | Gigant      | 2:30,01    | +13,55 | Janica Kostelić     |
| DNF2    | 24 lutego | 2006 | Turyn          | Gigant      | 2:09,19    | -      | Julia Mancuso       |
| 23.     | 25 lutego | 2010 | Vancouver      | Gigant      | 2:27,11    | +2,26  | Viktoria Rebensburg |
| 18.     | 26 lutego | 2010 | Vancouver      | Slalom      | 1:42,89    | +3,05  | Maria Riesch        |
| DNF2    | 18 lutego | 2014 | Soczi          | Gigant      | 2:36,87    | -      | Tina Maze           |

### Mistrzostwa świata
| Miejsce | Dzień     | Rok  | Miejscowość  | Konkurencja | Czas biegu | Strata | Zwycięzca       |
| ------- | --------- | ---- | ------------ | ----------- | ---------- | ------ | --------------- |
| DNF1    | 7 lutego  | 2001 | St. Anton    | Slalom      | 1:32,95    | -      | Anja Pärson     |
| DSQ2    | 9 lutego  | 2001 | St. Anton    | Gigant      | 2:19,01    | -      | Sonja Nef       |
| 2.      | 13 lutego | 2003 | Sankt Moritz | Gigant      | 2:30,97    | +1,49  | Anja Pärson     |
| 27.     | 15 lutego | 2003 | Sankt Moritz | Slalom      | 1:39,55    | +6,30  | Janica Kostelić |
| 3.      | 13 lutego | 2007 | Åre          | Gigant      | 2:31,72    | +0,97  | Nicole Hosp     |
| 4.      | 12 lutego | 2009 | Val d’Isère  | Gigant      | 2:03,49    | +0,67  | Kathrin Hölzl   |
| 4.      | 14 lutego | 2009 | Val d’Isère  | Slalom      | 1:51,80    | +1,10  | Maria Riesch    |
| 4.      | 17 lutego | 2011 | Ga-Pa        | Gigant      | 2:20,54    | +0,74  | Tina Maze       |
| DNS2    | 14 lutego | 2013 | Schladming   | Gigant      | 2:08,06    | -      | Tessa Worley    |

### Mistrzostwa świata juniorów
| Miejsce | Dzień     | Rok  | Miejscowość | Konkurencja | Czas biegu | Strata | Zwyciężczyni    |
| ------- | --------- | ---- | ----------- | ----------- | ---------- | ------ | --------------- |
| 9.      | 1 marca   | 1998 | Megève      | Gigant      | 1:54,35    | +2,35  | Anja Pärson     |
| 7.      | 9 marca   | 1999 | Pra Loup    | Slalom      | 1:46,62    | +2,87  | Anja Pärson     |
| 1.      | 10 marca  | 1999 | Pra Loup    | Gigant      | 1:53,82    | -      | -               |
| 36.     | 22 lutego | 2000 | Quebec      | Supergigant | 1:18,79    | +5,07  | Kathrin Wilhelm |
| DNF1    | 25 lutego | 2000 | Quebec      | Gigant      | 1:55,08    | -      | Anja Pärson     |
| 4.      | 26 lutego | 2000 | Quebec      | Slalom      | 1:50,79    | +1,45  | Anja Pärson     |

### Puchar Świata

#### Miejsca w klasyfikacji generalnej
- sezon 1999/2000: 41.
- sezon 2000/2001: 48.
- sezon 2001/2002: 80.
- sezon 2002/2003: 26.
- sezon 2003/2004: 23.
- sezon 2005/2006: 85.
- sezon 2006/2007: 53.
- sezon 2007/2008: 10.
- sezon 2008/2009: 18.
- sezon 2009/2010: 32.
- sezon 2010/2011: 57.
- sezon 2011/2012: 53.
- sezon 2012/2013: 60.
- sezon 2013/2014: 63.

#### Miejsca na podium w zawodach
1. Semmering – 28 grudnia 2002 (gigant) – 3. miejsce
2. Åre – 6 marca 2003 (gigant) – 3. miejsce
3. Lillehammer – 16 marca 2003 (gigant) – 2. miejsce
4. Park City – 28 listopada 2003 (gigant) – 3. miejsce
5. Alta Badia – 13 grudnia 2003 (gigant) – 1. miejsce
6. Sestriere – 14 marca 2004 (gigant) – 2. miejsce
7. Cortina d’Ampezzo – 21 stycznia 2007 (gigant) – 3. miejsce
8. Sölden – 27 października 2007 (gigant) – 1. miejsce
9. Panorama – 24 listopada 2007 (gigant) – 1. miejsce
10. Lienz – 28 grudnia 2007 (gigant) – 1. miejsce
11. Szpindlerowy Młyn – 5 stycznia 2008 (gigant) – 1. miejsce
12. Maribor – 12 stycznia 2008 (gigant) – 3. miejsce
13. Ofterschwang – 26 stycznia 2008 (gigant) – 1. miejsce
14. Maribor – 10 stycznia 2009 (gigant) – 2. miejsce
15. Sölden – 24 października 2009 (gigant) – 3. miejsce
16. Szpindlerowy Młyn – 11 marca 2011 (gigant) – 2. miejsce